# Distant Stars
Distant Stars est un recueil de 1981 de nouvelles de science-fiction et fantastique de l'écrivain américain Samuel R. Delany,. De nombreuses histoires ont été initialement publiées dans les magazines The Magazine of Fantasy & Science Fiction, Algol et New Worlds, tandis que la nouvelle Empire Star a été initialement publiée sous forme d'As Double avec Tree Lord of Imeten de Tom Purdom.

## Description
Le recueil contient entre autres les textes notoires suivants Empire Star, Time Considered as a Helix of Semi-Precious Stones et We, in Some Strange Power’s Employ, Move on a Rigorous Line,. John Hobson en a livré une critique négative pour la British association of Science Fiction en 1981 qualifiant l'ouvrage de «has been» et d'anthologie. Nick Pratt fait de même dans Foundation. 
Théodore Sturgeon en fait une revue critique positive pour The Twilight Zone Magazine, :  
« magnifiquement produit et illustré par pas moins de sept artistes de qualité, il contient certains de ses textes les plus convaincants, y compris une histoire originale. »

## Liste des nouvelles
- Prismatica (1977)
- Corona (1967)
- Empire Star (1966)
- Time Considered As a Helix of Semi-Precious Stones (1968)
- Omegahelm (1981)
- Ruins (1968)
- We, in Some Strange Power's Employ, Move on a Rigorous Line (1968)